# Marina Jurlova
Marina Maksimilionovna Jurlova, född 25 februari 1900 i Rajevskaja, död 1 april 1984 i New York, var en rysk barnsoldat och författare.
Jurlova föddes i en liten by nära Krasnodar och hennes far var överste för Kubankosackerna. I augusti 1914 gick hennes far ut i krig och då var hon 14 år. Samma år blev Jurlova barnsoldat i ryska armen. År 1922 emigrerade hon till USA och arbetade som dansare. Jurlova gifte sig med en filmskapare, William C. Hyer, och blev amerikansk medborgare 1926. Några år senare gav Yurlova ut två biografier, Cossack Girl (1934) och Russia Farewell (1936). Hon avled 1984.